# Sorin Gheorghiu
Sorin Gheorghiu (n. 28 septembrie 1939, Focșani, Vrancea, România – d. 1 septembrie 2008, București, România) a fost un actor de teatru, de film și de televiziune român.

## Biografie
Sorin Gheorghiu a fost actor de teatru la Teatrul de Stat Ioan Slavici din Arad (1961 - 1965), la Teatrul Alexandru Davilla din Pitești (1966 - 1969), la Teatrul Valah Giurgiu (1969 - 1972) și la Teatrul de Comedie din București (1972 - 1993).
A jucat în filme ca Secretul lui Nemesis (1987) al lui Geo Saizescu, Examen (2003) al lui Titus Muntean sau filmul de scurtmetraj de televiziune Roșia de un kilogram al lui Petre Bokor.
Sorin Gheorghiu a fost colaborator timp de 40 de ani al Teatrului Național Radiofonic.

## Filmografie
- Străinul (1964)
- Tufă de Veneția (1977)
- Acțiunea „Autobuzul” (1978) - șoferul de autobuz
- Rosia de un kilogram (1979, scurtmetraj TV)
- Urcușul (1980)
- Sfântul Mitică Blajinu (1982, film TV) ca Adrian Meteescu
- Secretul lui Nemesis (1987)
- Examen (2003) - criminalistul Ceacanica
- Cuscrele (2005) - Mitică
- Păcală se întoarce (2006)

## Legături externe
- Sorin Gheorghiu la imdb.com
- Sorin Gheorghiu la cinemagia.ro